# Family (groupe)
Pour les articles homonymes, voir Family.
Family est un groupe de rock progressif britannique, originaire de Leicester, en Angleterre. Formé en 1966, il est composé à l'origine de Roger Chapman (chant), John « Charlie » Whitney (guitare), Jim King (saxophone, harmonica, chant et flûte), Ric Grech (basse, violon et chant) et Rob Townsend (batterie). Sans jamais accéder à la consécration mondiale, probablement à cause d'incessants changements de personnel, Family obtient un succès considérable au Royaume-Uni. Ce succès doit beaucoup aux performances vocales de son chanteur Roger Chapman, à la voix gutturale et au jeu de scène violent,,,

## Biographie

### Débuts (1966–1969)
Family débute officiellement sa carrière en 1966 à Leicester dans les Midlands (Angleterre), bien que la formation originelle du groupe remonte à 1962 alors qu'ils s'appelaient encore The Farinas, puis The Roaring Sixties,. Les Farinas originaux se composent du guitariste John « Charlie » Whitney, du bassiste Tim Kirchin, du batteur Harry Overnall et de Jim King au chant et au saxophone. 
Rick Grech remplace Tim Kirchin à la basse dès 1965, puis Roger Chapman rejoint le groupe en 1966 comme chanteur. Le producteur américain Kim Fowley suggère alors au groupe de changer de nom pour devenir Family (allusion à la mafia) ; Une posture que les membres s'empressent d'abandonner pour adopter une image orientée hippy. Très vite après le changement de nom, le batteur Harry Overnall cède sa place à Rob Townsend. En 1968, Family s'installe à Londres.
Le premier single de Family Scene Through the Eye of a Lens / Gypsy Woman sort à l'automne 1967 sur le label Liberty. Bien que ce single soit bien accueilli par la critique, il restera peu diffusé car de nature complexe et pour le moins peu commerciale. Le premier album de Family Music In a Doll's House paraît en juillet 1968, produit par Dave Mason alors membre de Traffic. Mason contribue au titre Never Like This, seule chanson enregistrée par Family qui ne soit pas écrite par l'un des membres du groupe. Music In A Doll's House entre dans le hit-parade et reçoit un accueil élogieux de la part de la critique. Il bénéficie d'une bonne diffusion à la radio britannique grâce à l'appui de John Peel. Le succès est au rendez-vous grâce aux performances vocales de Chapman, au style classique de Grech au violon, et au son jazzy de King. Certains critiquent l'album ne retrouvant pas en studio la « sauvagerie » dont pouvait faire preuve Family sur scène. L'album suivant sort en février 1969 et est intitulé Family Entertainment. Il est moins expérimental et psychédélique, mais plus éclectique. Il contient les fameux Hung Up Down, Observations et le succès The Weaver's Answer, agressif et surprenant.
Après le succès britannique de leurs deux premiers albums, Family envisage de conquérir l'Amérique. Au début de leur première tournée, en 1969, Rick Grech, qui contribuait grandement au son Family avec son violon, quitte de façon impromptue le groupe pour rejoindre Steve Winwood, Eric Clapton et Ginger Baker au sein du super-groupe Blind Faith nouvellement formé. Il est remplacé par le bassiste John Weider (ex-New Animals). La tournée de Family aux États-Unis débute dans une ambiance tendue (les membres du groupe viennent d'apprendre dans le journal, via une déclaration d'Hendrix, que Grech s'apprête à les planter) par un concert au Fillmore East sous l'égide de Bill Graham, avec Ten Years After et Nice. Leur mésentente transparait sur scène et, comble de malchance, Roger Chapman, dans sa gestuelle célèbre avec le pied du micro, manque de « décapiter » Graham et se faire expulser du Fillmore. Le groupe est reconduit mais Chapman doit continuer la tournée les bras le long du corps. Bien que Family et Graham soient réconciliés, la réputation de Family ne se serait jamais remise de cet incident. Après la tournée, Jim King est relevé de ses fonctions à cause de son addiction et est aussitôt remplacé par le multi-instrumentiste John « Poli » Palmer (ex-Blossom Toes) aux claviers, au vibraphone et à la flûte.

### Dernières années (1970–1973)

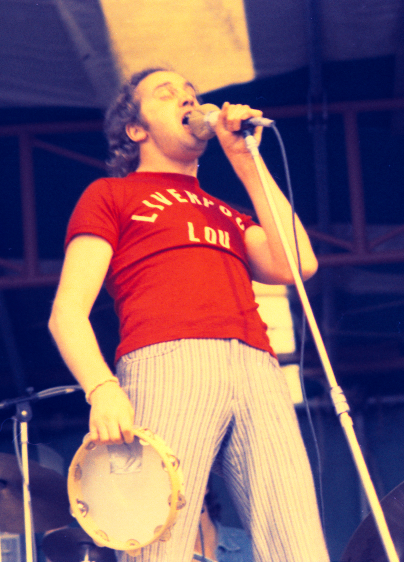
Roger Chapman, ici en 1974.

L’album 1970 de Family (A Song for Me) développe un style plus agressif, dominé par la guitare de Whitney et le travail aux claviers et au vibraphone de Palmer. Cette formation et son nouveau style permet à Family de gagner un large public européen. Ils peuvent ainsi participer à plusieurs festivals majeurs du début des Années 1970 dont le festival de l'île de Wight et celui de Kralingen aux Pays-Bas. Ces participations figurent dans le film documentaire Message to Love au travers d'une de leurs chansons utilisée comme accompagnement musical. L'album suivant (Anyway) comporte une face en public enregistrée au Fairfields Hall de Croydon (Angleterre), et une face en studio. En 1971 Weider quitte le groupe pour rejoindre Stud et est remplacé par le bassiste John Wetton (ex Mogul Thrash). Plus souvent que Grech dans la formation originale du groupe, Wetton partage les vocaux avec Chapman. Cette formation enregistre les deux albums suivants de Family : Fearless en octobre 1971,,, puis Bandstand en octobre 1972 qui est plus hard rock que art rock. Ces deux albums très accomplis qui seront des succès en Grande-Bretagne et entreront dans les charts aux États-Unis.
Au milieu de l'année 1972, Wetton quitte Family pour rejoindre King Crimson, alors au sommet de sa gloire. Il est remplacé par Jim Cregan (ex-Blossom Toes et ex-Stud) à la basse. En novembre de la même année, Palmer s'en va et est remplacé par le claviériste Tony Ashton, ex-membre de Ashton, Gardner and Dyke. Entre le départ de Wetton et celui de Palmer, Family tourne aux États-Unis et au Canada avec Elton John. En 1973 Family sort It's Only a Movie qui sera leur dernier album studio, bien que le groupe connaisse encore un succès considérable au Royaume-Uni. Family donnera son dernier concert en public à Leicester, ville de ses débuts, au De Montford Hall le 13 octobre 1973. Les inséparables Roger Chapman et John « Charlie » Whitney poursuivront leur collaboration au sein des Streetwalkers, ; John Wetton joue avec King Crimson et deviendra finalement chanteur pour Asia. Ric Grech meurt en 1990 à 43 ans de complications liées à l'alcoolisme,,. Tony Ashton meurt en 2001 à 55 ans d'un cancer.

### Retours (depuis 2012)
Le 6 février 2012, Jim King, membre fondateur du groupe, est mort dans l'anonymat. En novembre 2012, Le magazine Classic Rock décerne un prix à Family. Les 1er et 2 février 2013, quarante ans après leur dernière prestation, Family donne deux concerts exceptionnels au Shepherd's Bush Empire à Londres. Pour l'évènement, dont l'écho a surpris même les organisateurs (contraints de rajouter une seconde date), Roger Chapman avait réuni Rob Townsend, Poli Palmer, Jim Cregan, entourés des musiciens qui tournent avec lui d'ordinaire soit : Nick Payn (ex Gary Moore Blues Band) (saxophone, harmonica, flute), Paul Hirsh (claviers), Geoff Whitehorn (Procol Harum) (guitare), John Lingwood (ex Manfred Mann's Earth Band) (batterie) et Gary Twigg (basse). Charlie Whitney qui vit désormais en Grèce n'a pas souhaité participer à la fête. L'édition limitée de leur coffret Once Upon a Time, leur fait remporter le prix du Storm Thorgerson Grand Design aux Progressive Music Awards
En 2016, ils jouent à divers festivals anglais et italiens, dont deux concerts à Londres les 17 et 18 décembre,  et à Leicester le 22 décembre.

## Discographie

### Albums studio
- 1968 : Music In a Doll's House
- 1969 : Entertainment
- 1970 : A Song For Me
- 1971 : Fearless
- 1972 : Bandstand
- 1973 : It's Only a Movie

### Albums live
- 1970 : Anyway (partiellement en public)
- 1973 : The Peel Sessions
- 1973 : BBC Radio 1 Live In Concert

### Singles
- 1967 : Scene Through the Eye of a Lens / Gypsy Woman
- 1968 : Me My Friend / Hey Mr. Policeman
- 1968 : Second Generation Woman / Hometown
- 1969 : No Mule's Fool / Friend of Mine
- 1970 : Today / Song for Lots
- 1970 : Strange Band / The Weaver's Answer (remix) / Hung Up Down (remix)
- 1971 : In My Own Time / Seasons
- 1971 : Larf and Sing / Children
- 1972 : Burlesque / The Rockin' R's
- 1972 : My Friend in the Sun / Glove
- 1973 : Boom Bang / Stop This Car
- 1973 : Drink To You / Sweet Desiree

### Compilations
- 1971 : Old Songs New Songs
- 1974 : Best of Family
- 1981 : From Past Archives
- 1990 : The Family
- 1992 : A's and B's
- 1994 : Best of Family

## Membres
- John « Charlie » Whitney - guitare, sitar, claviers ,steel guitare.
- Roger Chapman - chant, harmonica, saxophone ténor, percussions
- Rob Townsend - batterie, percussions
- Harry Overnall - batterie, percussions (1966)
- Ric Grech - basse, violon, violoncelle, chant (1966-1969)
- John Weider - basse, guitare, violon (1969-1971)
- John Wetton - basse, guitare, chant (1971-1972)
- Jim Cregan - basse, guitare (1972-1973)
- Jim King - saxophone, harmonica, flûte, piano, chant (1966-1969)
- John « Poli » Palmer - claviers, vibraphone, flûte, synthétiseurs (1969-1972)
- Tony Ashton -  claviers, accordéon, mellotron, chant (1972-1973)

### Musiciens invités
- Dave Mason - claviers, basse, guitare (sur Music In A Doll's House)
- Nicky Hopkins - claviers (sur Family Entertainment)
- Ladbroke Horns -  cuivre (sur Fearless)
- Linda Lewis - chœurs (sur Bandstand (Broken Nose) et sur It's Only a Movie (Boom Bang))
- Richard « Charlie » McCraken - basse (sur It's Only a Movie)
- Peter Hope-Evans - harmonica (sur It's Only a Movie (Leroy))
- Roy Dyke - batterie (sur It's Only a Movie)
- Del Newman - arrangements des cordes sur Bandstand, des cuivres et des cordes sur It's Only a Movie)